# غفلت (فیلم ۱۳۶۸)
غفلت فیلمی به کارگردانی  و نویسندگی کامران ملکی ساختهٔ سال ۱۳۶۸ است.

## خلاصه داستان
نيروهای دشمن پس از چند شكست در جبهه‌ها، به وسیله مزدوران خود، اطلاعاتی از نقاط ضعف نیروهای ایرانی به دست آورده و در صدد انجام عمليات نظامي غافلگیرانه‌ای بر آمده و به پایگاهی كه بر اثر غفلت، مقررات حفاظتی و آموزشی رزمی جدی گرفته نشده، حمله برده و علاوه بر بافی گذاردن تعدادی شهید و مجروح، اسیرانی نيز به دست می‌آورند. در فاصله كوتاهی نیروهای دشمن در بازگشت مورد حمله نيروهای هوانیروز فرار گرفته نابود می‌شوند.

## بازیگران
- حسین فیاض
- بهمن پيرحياتي
- احمد مهدوی
- غلامرضا محمودی
- اکبر جلالی
- علیرضا امینیان
- اصغر علیم آبادی
- محمدصادق شومالی
- عباس فحراهانی
- علی یوسفی
- اکبر آل داوود
- علی شریف رفتار
- حسین ایل بیگی